# Kaposkeresztúr
Kaposkeresztúr is een plaats (község) en gemeente in het Hongaarse comitaat Somogy. Kaposkeresztúr telt 382 inwoners (2001).